# Адипоцит белой жировой ткани
Адипоциты — клетки, из которых в основном состоит жировая ткань. Белый жир — один из двух видов жировой ткани, найденных у млекопитающих. Другой вид адипозной ткани — бурая жировая ткань. Жировая ткань широко распространена в организме (у человека располагается под кожей, на ягодицах и бедрах, где она образует подкожный жировой слой, а также в сальнике и брыжейке) и составляет в норме около 15-20 % массы тела у мужчин и порядка 20-25 % — у женщин.

## Строение
Клетки белой жировой ткани содержат единичные большие жировые капли, которые сжимают ядро в тонкую пластинку на периферии. Накопленный и находящийся в клетке в полужидком состоянии жир представлен в основном триглицеридами и сложными эфирами холестерина.

## Развитие белой жировой ткани
Жировая ткань развивается из мезенхимы с 30 недели эмбрионального развития. Мезенхимальная клетка превращается в липобласт, который в свою очередь, превращается в зрелую жировую клетку — адипоцит. Существует два периода активного увеличения количества адипоцитов: (1) период эмбрионального развития и (2) период полового созревания. В другие периоды жизни человека обычно размножения клеток-предшественников не происходит. Накопление жира идет только путём увеличения размеров уже существующих жировых клеток. Если количество жира в клетке достигает критической массы, клетки-предшественники получают сигнал, и начинают размножаться, давая рост новым жировым клеткам. У худого взрослого человека имеется около 35 миллиардов жировых клеток, у человека с выраженным ожирением до 125 миллиардов, то есть в 4 раза больше. Вновь образованные жировые клетки обратному развитию не подлежат, и сохраняются на всю жизнь. Если человек худеет, то они лишь уменьшаются в размерах.

## Функции
Белые жировые клетки способны к секреции. Они выделяют резистин (играет ключевую роль в появлении избыточного веса у больных сахарным диабетом), адипонектин (регулирует энергетический гомеостаз и оказывает противовоспалительный и антиатерогенный эффекты) и лептин (гормон, который участвует в регуляции энергетического обмена организма и массы тела, часто его называют гормоном насыщения). Клетки имеют рецепторы инсулина, гормона роста, норадреналина и глюкокортикоидов. При воздействии на адипоциты инсулина инсулиновые рецепторы клеток белой жировой ткани вызывают каскад дефосфорилирования, который ведет к инактивации гормонально-чувствительных липаз. При выделении глюкагона (гормона альфа-клеток островков Лангерганса поджелудочной железы) рецепторы глюкагона вызывают каскад фосфорилирования, который активирует гормонально-чувствительные липазы, вызывает расщепления накопленного жира на жирные кислоты и глицерин. Жирные кислоты связываются с альбумином, а глицерин свободно экспортируется в кровь. Жирные кислоты потребляются скелетной и сердечной мускулатурой как источник энергии, а глицерин потребляется печенью для глюконеогенеза.
Белая жировая ткань выступает в роли теплоизолятора, помогая поддерживать температуру тела.
Участвует в создании механической защиты вокруг органов в виде жировой подушки.

## «Перерождение ткани»
Из мышечных клеток выделен гормон, названный иризином, стимулирующий перерождение жировой ткани. Воздействие гормона превращает клетки белой жировой ткани в клетки бурой жировой ткани. При введении в кровь иризин повышал расход энергии у мышей даже без изменения их подвижности и диеты. Это вызывало снижение массы тела и содержания сахара в крови у мышей, страдающих ожирением.